# José Francisco Vergara
José Francisco Vergara Echevers (Colina, 10 de octubre de 1833-Viña del Mar, 15 de febrero de 1889) fue un ingeniero civil, militar, bombero, escritor y político chileno. Es reconocido por su participación en la construcción del ferrocarril de Santiago a Valparaíso. Fue considerado héroe de guerra tras su rol como comandante de caballería en la Batalla de Pampa Germania, siendo con esa fama nombrado ministro de Guerra y Marina. Participó en los combates de Chorrillos y Miraflores. Vergara lideró y organizó la fundación de la ciudad de Viña del Mar al norte de Valparaíso, donde vivió en lo que hoy se denomina como Quinta Vergara. 
Como bombero lideró la fundación de la Primera Compañía de Bomberos de Viña del Mar. Su vida política la llevó a cabo en el Partido Radical del cual sería su presidentey desempeñó los cargos s de senador de la República, ministro del interior, siendo también y candidato presidencial en 1886. Además, como miembro activo de la masonería llegó a ser Gran Maestre de la Gran Logia de Chile. 
Falleció a la  edad de 55 años.

## Primeros años de vida
Hijo de José María Vergara Albano, quien fue ayudante de Bernardo O'Higgins, alcanzando el grado de sargento Mayor en 1818 y posteriormente nombrado intendente de Colchagua por Manuel Bulnes; y Carmen Echevers y Cuevas. 

Nieto de José Francisco Martínez de Vergara y Rojas-Puebla, sobrino de Pedro Nolasco Vergara Albano, primo de Diego Vergara Correa, José Bonifacio Vergara Correa y tío de los senadores y diputados Ismael Valdés Vergara, Francisco Valdés Vergara y el crítico literario y subsecretario de guerra y marina Pedro Nolasco Cruz Vergara.
Realizó sus estudios primarios en colegios particulares y secundarios en el Instituto Nacional. El 12 de abril de 1853 es nombrado Inspector de Internos de dicho instituto. Posteriormente ingresa a la Universidad de Chile, llegando a obtener el título ingeniero agrimensor en 1859, con 26 años de edad.

### Matrimonio e hijos
Contrajo matrimonio el 8 de agosto de 1859 con Mercedes Alvares Prieto, nieta de Francisco Alvares y de Dolores Pérez Flores. Tuvieron dos hijos, Salvador casado con Blanca Vicuña Subercaseaux; y Blanca casada con Guillermo Errázuriz Urmeneta.

## Fundación de Viña del Mar
En 1853, con 20 años de edad, comenzó a trabajar en la línea del tren que uniría la ciudad de Santiago y Valparaíso. Durante este trabajo conoció a Mercedes Alvares Pérez, hija del dueño de la hacienda Viña del Mar, con quien contrae matrimonio el 8 de agosto de 1859.
El 24 de diciembre de 1874, presenta al intendente de Valparaíso el proyecto de formación de la población de Viña del Mar. El 28 de diciembre de 1874 se aprueba el proyecto y se dicta el decreto respectivo de fundación. Vergara, en 1875, inicia tanto la venta y como la donación de terrenos para la construcción de dos escuelas, la capilla ya existente de 1871, el Matadero y el hospicio en 1878. La población fundacional de la ciudad de Viña del Mar, se ubicó en la parte baja de la Hacienda de Las Siete Hermanas, dentro del conjunto de las dos haciendas (junto a la Viña del Mar al norte del Estero) que Vergara administró desde el fallecimiento de sus suegros en 1873.
El 31 de mayo de 1881, se promulga el decreto que da origen a la Municipalidad de Viña del Mar. Este decreto fue firmado por el presidente Aníbal Pinto Garmendia y siendo electo parte de este cabildo a José Francisco Vergara.

## Carrera política

### Diputado y senador
En su juventud Vergara ingresó al Partido Radical, siendo elegido diputado el 30 de mayo de 1879.
Fue miembro del Club de la Reforma y elegido Gran Maestro de la Logia de Chile en 1881. En 1882 a 1886 ejerció el cargo de senador por la provincia de Coquimbo representando al partido Radical. En el senado acusa al gobierno de Domingo Santa María de abuso cometidos.

### Ministro de estado
Fundó el diario El Deber.[cita requerida] Fue ministro de Guerra y Marina de Aníbal Pinto Garmendia y ministro del Interior de Domingo Santa María González de quien sería sucesor, pero el presidente cambió su opinión por los dichos de Vergara sobre la libertad electoral y su elegido fue el futuro presidente José Manuel Balmaceda.
"Severo Perpena" fue el nombre usado por Vergara para enrostrar a Santa María su autoritarismo y sus descarrilamientos políticos, con este seudónimo, Vergara publicó múltiples artículos en el periódico La Libertad Electoral en 1886.

## Guerra del Pacífico
José Francisco Vergara fue nombrado por el presidente de Chile, Aníbal Pinto, secretario del entonces comandante en jefe del Ejército, Justo Arteaga.
Había dos posiciones que se vieron representadas, una por el Gobierno de Pinto, en ese momento el ministro Belisario Prats, y otra por las Fuerzas Armadas, Marina y Ejército, representadas por el almirante Juan Williams Rebolledo. Los primeros pensaban que había que declarar la guerra y en el mismo día, bombardear la flota peruana que se sabía estaba en reparaciones en el Callao, dejando de este modo abierto el camino a Lima. Los segundos pensaban que era necesario ir más lento, primero bloquear Iquique y luego hostilizar a los pobladores de Tarapacá, de tal modo que se fuera escalando paso a paso hasta llegar a Lima
Dado que el jefe del ejército del norte, Justo Arteaga no aceptaba consejos, excepto el de sus hijos, Vergara ocupó su tiempo en estudiar la zona y deducir un plan de operaciones. Su plan fue reconocido por Domingo Santa María como el único fiable.: 357  También advirtió Vergara al gobierno de la falta de planes y decisión en el mando militar, es decir Arteaga, lo que motivó al gobierno a enviar al norte a Domingo Santa María para analizar la situación y procurar la pronta movilización del ejército.
Tanto el ministro de la Guerra, Rafael Sotomayor como su reemplazante, José Francisco Vergara, debieron dirigir el curso de las operaciones considerando la posición de los uniformados. 

### Desembarco y toma de Pisagua
J. F. Vergara era secretario del ministro Rafael Sotomayor y tras el desembarco se ofreció para conducir una fuerza de exploradores que debía reconocer los alrededores de la (única) línea férrea que salía de Pisagua hasta Agua Santa. El reconocimiento encontró depósitos de alimentos, forrajes, pozos y bombas de agua y locomotoras en funcionamiento que permitieron al ejército desembarcado sobrevivir el tiempo necesario para establecer el abastecimiento por sus propios medios. Durante la exploración, su destacamento derrotó una columna de caballería aliada en el Combate de Pampa Germania. Por sus logros Vergara fue nombrado jefe del estado mayor de las fuerzas (6000 hombres) estacionadas en Dolores.: 582 
El 19 de noviembre de 1879, se produce la batalla de Dolores, en la que Vergara impuso su criterio estratégico sobre el del Coronel Emilio Sotomayor Baeza, hermano del Ministro. Este hecho evitó una catástrofe para las fuerzas chilenas, pero produjo una ruptura definitiva, que estuvo a punto de solucionarse con la espada, entre Vergara y Sotomayor. El 27 de noviembre de 1879, vino la batalla de Tarapacá, que significó un desastre para el ejército chileno y la posterior solicitud del Ministro Sotomayor a Vergara de embarcarse a Chile por la responsabilidad, que según el ejército y la opinión pública, le atañía. 
Respecto a eso, Gonzalo Bulnes cita de unas páginas personales de Vergara:

Todo me aconsejaba volver i dar por terminada mi carrera militar i para hacerlo en regla me puse a cubierto con la Ordenanza pidiendo permiso para dejar el servicio, lo que no me costó trabajo conseguir.

Por esperiencia propia habia conocido lo dificil que es realizar un ideal aunque sea de abnegacion i de sacrificio. Habia tomado las armas en la edad madura, en la edad del egoismo i del cálculo, para dar el ejemplo de lo que se puede hacer cuando se guarda en el pecho el profundo i puro amor de la Patria. Siete meses despues volvia taciturno i desconsolado como el vencido del destino, pensando en la insuficiencia de las aptitudes humanas que no bastan las mas veces para ayudar al vehemente deseo de hacer algo útil, aunque se ponga para conseguirlo una tenaz voluntad i un trabajo llevado hasta sus limites extremos.
Asi llegué a mi pais i a mi hogar en diciembre de 1879, dando por fracasadas mis concepciones sobre el patriotismo i el sentido moral de los hombres, i por terminada para siempre mi vida pública iniciada tan desastrosamente para mi alma.

La prensa no fue benigna conmigo. Salvo El Mercurio, La Patria y El Coquimbo, todos los otros diarios me dedicaron duros denuestos cuando no ruines calumnias. Herido, pero aguantando como el espartano para no revelar el dolor de la llaga, pasé un mes entero ocupado de negocios i de trabajos de campo.

Vergara Echevers partió inmediatamente, quedándose sin embargo por poco tiempo en Viña del Mar, ya que según le cuenta a su hijo Salvador, que estaba en Ginebra, el 26 de enero de 1880, que regresa al frente.
Su visión sobre la manera de conducir la guerra era pesimista:

Nuestra guerra está en un reposo completo. Después del recio combate de Tarapacá no ha habido un solo hecho de armas de importancia, porque la excursión a Moquehua fue un hecho sin consecuencia ninguna. Hace tiempo que debiera haberse tomado la ofensiva, pero nada se hace, por falta de aptitudes en los jefes y la inactividad que caracteriza al Ministro Sotomayor, que todavía permanece en su puesto. Yo parto para el Ejército el 31 de este mes, a tomar mi puesto de Secretario General, llevando instrucciones del Gobierno i toda su confianza respecto a las operaciones que se han de emprender.

### Ministro de Guerra y Marina
Tras la súbita muerte de Rafael Sotomayor Baeza durante la Campaña de Tacna y Arica, José Francisco Vergara asumió el 15 de julio de 1880 el cargo de ministro de Guerra y Marina, desatando una ola de indignación en el Ejército. Manuel Baquedano le escribió al presidente Pinto:
El nombramiento de don José F. Vergara para ministro de guerra, ha causado en el Ejército el efecto de la explosión de una bomba i ha venido a perturbar profundamente la tranquilidad de que estábamos gozando.
Participó como representante de Chile en la fracasada Conferencia de Arica en octubre de 1880 que debía finalizar la guerra.
Vergara organizó desde Arica la expedición a Lima. Instaló un muelle y el día de la partida vigiló todos y cada uno de los movimientos. Su mirada, mezcla de orgullo y satisfacción, vio partir los lanchones con los víveres, equipaje, municiones, forraje, etc., de los 8800 hombres que definirían la guerra. Difícilmente otro hombre hubiera podido realizar la ocupación de Lima sin tener la multifacética personalidad de Vergara.
En 1881 participó en la batalla de Chorrillos el 13 de enero, batalla de Miraflores el 15 de enero y finalmente en la ocupación de Lima el 17 de enero.

## Muerte
Volverá a Viña del Mar teniendo una agitada vida pública y sumiéndose también en el personal cuidado de sus jardines. Murió el 15 de febrero de 1889, podando unos laureles, símbolo de la gloria que a veces le han podado también a su figura histórica. Fue enterrado en el mausoleo de la familia de su esposa en el Cementerio N° 1 de Valparaíso.
Diego Barros Arana lo describe: 

Lo coloca en el rango de los más ilustres hijos de esta patria chilena, a cuya gloria y a cuya prosperidad consagró toda la inteligencia de una cabeza privilegiada y toda entereza y toda la actividad de un gran carácter. Vergara mereció en vida afecto de sus conciudadanos y merecerá en la historia el respeto y el aplauso de la posteridad.

Francisco Antonio Encina los describe:  

La nota más desconcertante de la personalidad de Vergara es la conciliación de algunas características que siempre anda divorciadas aún en los cerebros mejor dotados. Su amplitud mental era sencillamente asombrosa, sus aptitudes recorrían una gama que iba desde el hábil hombre de negocios hasta el estratega, desde el matemático hasta el escritor de poderoso temperamento literario, desde la más delicada sensibilidad hasta el más impetuoso empuje de la voluntad. Y la suya era una amplitud cerebral auténtica, la antítesis del charlatán, bueno para todo y apto para nada.

## Homenajes
Su nombre ha sido conmemorado de diversas maneras, a saber:
- Quinta Vergara parque de la comuna de Viña del Mar donde se encontraba la residencia particular de José Francisco Vergara (Palacio Vergara)
- Logia "José Francisco Vergara" N.° 105 de la ciudad de Viña del Mar (Gran Logia de Chile)
- Primera Compañía de Bomberos de Viña del Mar, de la que fue miembro fundador el 20 de agosto de 1884, la que tras reorganizarse el 13 de abril de 1913 pasó a llamarse "Bomba José Francisco Vergara".

## El misterioso caso de Blanca Vergara
En 1995, su nombre nuevamente salió a la palestra debido a una entrevista en el programa ¿Y si fuera cierto? de TVN, a su bisnieta Blanca Vergara, donde relató el extraño caso de su hijo Sebastián, de dos años y medio. El niño tenía costumbres poco normales a su edad, como el sentarse en la silla mecedora de su abuelo, a quien no conoció, pues había muerto en 1971, como también el mostrar especial fascinación por los caracoles del jardín de su casa y por los relojes, especialmente por una hora específica, las 06:45.
Sin embargo, lo que realmente intrigó a su madre es que un día, mientras estaba dibujando junto a otros niños, entregó la hoja con un monograma típico del siglo XIX. mientras repetía incesantemente letra, letra, letra. Blanca, que estaba pasando por una grave crisis económica debido a que negoció con inescrupulosos que la estafaron, se sorprendió, pero todo comenzó a cambiar cuando a Sebastián le detectaron leucemia y debió ser internado. Un día comenzó a sentirse muy mal, y ese día, los caracoles del jardín murieron misteriosamente y la nodriza del niño desapareció. Ese día falleció.  
Cuatro años después, Blanca visitó a un martillero público que le obsequió unas cartas, y en una de ellas figuraba la firma de José Francisco Vergara. Cuando comparó los trazos con el dibujo de su hijo, se dio cuenta de que tenía la misión de ir al Archivo Judicial, y luego de una laboriosa búsqueda, encontró un documento de posesión efectiva que le permitió acreditar que las propiedades que le habían pertenecido a sus antepasados. 
Hasta el día de hoy, Blanca cree que su hijo fue la reencarnación de José Francisco Vergara, quien tomó la forma de un niño para hacerle saber que, aún desde el más allá, sus antepasados impedirían que los inescrupulosos la dañaran, ya que a partir de allí, se descubrieron varias irregularidades que le permitieron recuperar las propiedades que le habían robado por negligencias y apropiaciones indebidas realizadas por los abogados y administradores de su padre, quienes se aprovecharon de su ingenuidad. 
| Precedido por: Rafael Sotomayor Baeza   | Ministro de Guerra y Marina 1879-1881            | Sucedido por: Carlos Castellón Larenas |
| Precedido por: Manuel Recabarren        | Ministro del Interior 1881-1882                  | Sucedido por: José Manuel Balmaceda    |
| Precedido por: Evaristo Soublette Buroz | Gran Maestro de la Gran Logia de Chile 1881-1882 | Sucedido por: José Miguel Fáez         |